# 横岳資貞
横岳 資貞（よこだけ すけさだ）は、戦国時代の武将。少弐氏の重臣。横岳氏2代目。肥前西島城の城主。

## 略歴
父は横岳氏の祖である頼房。頼房は、少弐氏の代官として三根郡に移住した。文安元年（1444年）に、頼房は三根郡の拠点として西島城を築く。
資貞は、少弐氏15代当主少弐政資の偏諱を受けている。政資は、大内氏に奪われていた筑前太宰府を一時的に奪還した少弐氏の中興の祖である。しかし、宿敵大内義興の反撃を受けて、肥前多久で政資・高経親子は戦死した。
資貞は、政資の遺児資元を居城の西島城で養育した。資元は江上氏の勢福寺城を居城にした。永正5年(1508年)、足利義尹は大内氏の力を借りて上洛した。この時、中国・九州の国人が供に随従した。少弐氏の名代として、資貞の子の資誠が上洛している。
この頃、小城千葉氏は分裂して東千葉氏が大内方につき、西千葉氏は少弐方にあった。西千葉氏（晴気千葉氏）に資貞の子が養子に入り、千葉胤勝として家督を相続した。子は千葉胤連。
享禄3年（1530年）、大内義隆の命を受けた筑前守護代・杉興運が肥前に侵攻して基肄郡、養父郡、三根郡の城を持つ少弐一族の筑紫尚門、朝日頼貫などとともに資貞も降伏した。杉興運は、降伏した資貞及び筑紫、朝日らを大内軍の先陣として、少弐資元の居城神埼郡勢福寺城に向けて侵攻させた（田手畷の戦い）。この戦いでは、少弐軍は大内軍に対して兵力が劣っていたが、龍造寺家兼の家臣鍋島清久・清房父子、石井党らが率いる赤熊（しゃぐま）の奇襲隊が大内軍を撃退し、大内方の先陣であった横岳資貞・筑紫尚門は戦死した。なお、資貞の子の資誠は少弐氏方として戦っている。
佐賀県三養基郡みやき町西島の光浄寺に墓が現存する。